# Active-osztály
Az Active-osztály a Brit Királyi Haditengerészet három hajóból álló felderítőcirkáló-osztálya volt. Az osztály hajói az első világháború előtt épültek, de később szolgáltak is benne. Az osztály három hajója a HMS Active, a HMS Amphion és a HMS Fearless.
Az Active-osztály volt a Brit Királyi Haditengerészet utolsó felderítőcirkáló-osztálya, mivel később a könnyűcirkálók látták el a felderítőcirkálók feladatait is. Az első ilyen könnyűcirkáló-osztály a Town-osztály volt. Az Active-osztály a korábbi Blonde-osztály továbbfejlesztett változata. Az osztályok közötti legszembetűnőbb változás az "eke alakú" hajóorr eltűnése. Elődjéhez hasonlóan az Active-osztály is viszonylag kevés páncélzattal rendelkezett. Lényegében csak azokra a részekre került komolyabb páncél, ahol a hajtómű volt elhelyezve. A három hajót 1910-ben és 1911-ben építették a Pembroke Dockyard hajógyárban, de hadrendbe állításuk csak nem sokkal az első világháború kezdete előtt történt meg. Az utolsó hajón, a HMS Fearless-en, a vízre bocsátása előtt kisebb módosításokat hajtottak végre. Többek között eltávolítottak két 102 mm-es ágyút, és  felszerelték a hajót egy 76 mm-es légvédelmi ágyúval, valamint reflektorokkal.
Mindhárom Active-osztályú hajó a Harwich Force tagja volt, és számos bevetésen vett részt. A HMS Amphion volt a britek első hajója, ami a háború során elsüllyedt, miután 1914. augusztus 6-án aknára futott. Később a Fearless vezette azt a tengeralattjáró rajt, amelynek számos tagja megsérült 1918 januárjában, miután a Fearless nekiment és elsüllyesztette a K osztályú HMS K17 tengeralattjárót.
Az első világháború végén a hajók már igen elavultnak számítottak, ezért a háború végét követően, az 1920-as évek elején, a két megmaradt hajót eladták szétbontásra.